# 日本蜻蛉学会

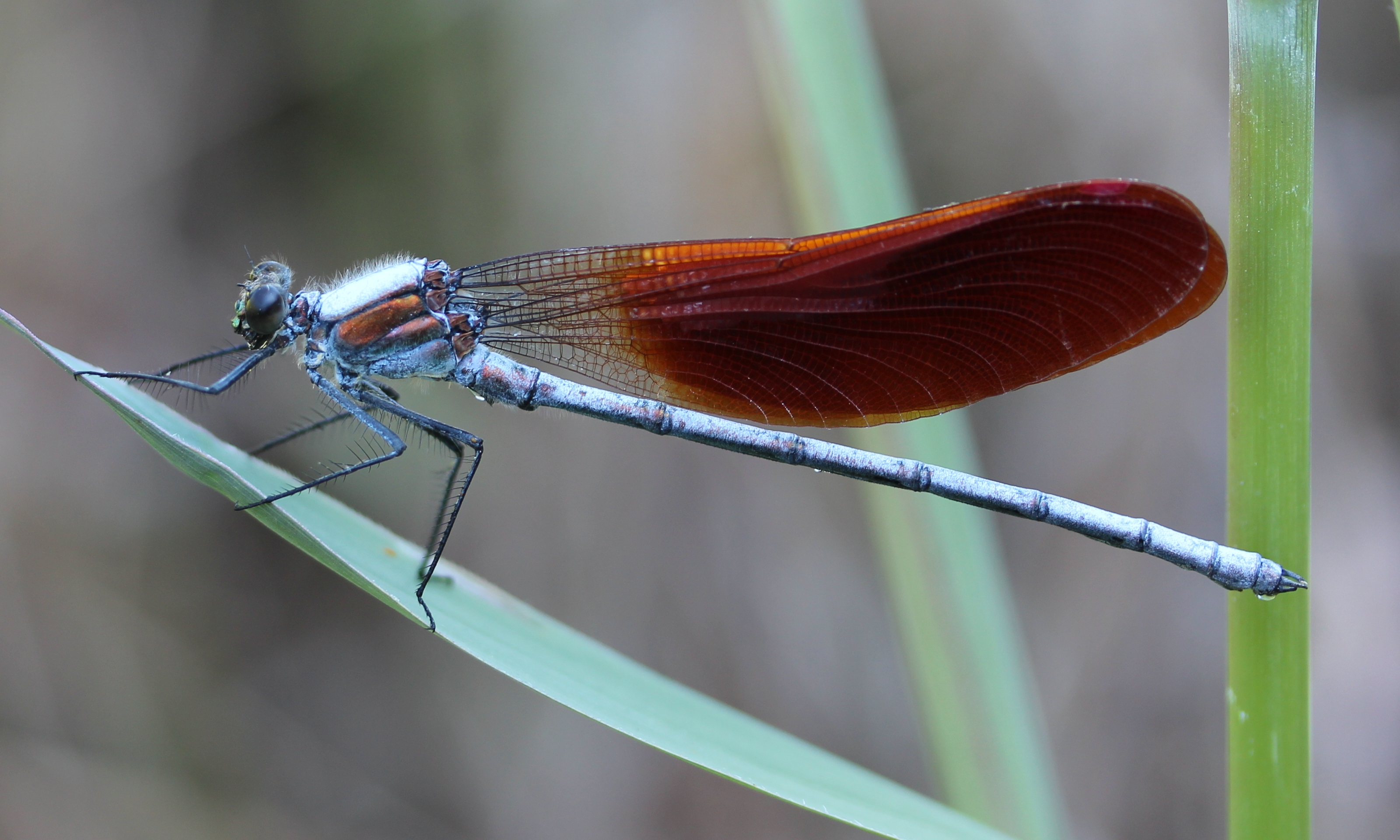
ニホンカワトンボ Mnais costalis

日本蜻蛉学会（にほんとんぼがっかい、The Japanese Society for Odonatology）は、トンボに関する研究や研究者の親睦を目的とした学会である。1957年に設立。会員数は約400名。現在は日本トンボ学会の名称に改名されている。
主な活動は、会誌（TOMBO）と連絡誌（Pterobosca）の発行、大会の開催、トンボの生息環境の保全などである。

## 出版物
- 会誌 TOMBO, Acta Odonatologica Japonica - 年一回発行
- 連絡誌 Pterobosca - 年二回発行